# Anduzedoras oxyrhynchus
Anduzedoras oxyrhynchus är en fiskart som först beskrevs av Achille Valenciennes 1821.  Anduzedoras oxyrhynchus ingår i släktet Anduzedoras och familjen Doradidae. Inga underarter finns listade i Catalogue of Life.